# Diego Tamayo Figueredo
Diego Tamayo y Figueredo (Bayamo, 12 d'octubre, 1853 - La Havana, 23 d'octubre, 1926), fou un bacteriòleg, internista, publicista i polític cubà.
Va començar els estudis secundaris al Col·legi de Betlem de l'Havana el 1864. I després va prendre part a la guerra separatista dels deu anys, fins que, fet presoner però no va ser afusellat per tenir tan sols quinze anys, per la qual cosa va ser enviat a Espanya on va estudiar medicina a les universitats de Barcelona i Madrid, doctorant-se el 1878. Després del conveni de Zanjón va tornar a Cuba i va exercir la seva professió, primer a Manzanillo i després a l'Havana.
En esclatar la guerra de 1895, hi va formar part activa com a president del Consell revolucionari establert a Nova York, i després va ser vicepresident de l'Assemblea de Santa Cruz é individu de l'Assemblea Constituent. Durant la intervenció nord-americana va ser ministre de la Governació, càrrec que també va exercir sota la presidència d'Estrada Palma, sent elegit senador per l'Havana el 1905.
Paral·lela a la seva activitat política, va desplegar també una gran activitat professional, i ja el 1890 va ser president del primer Congrés mèdic celebrat a l'Havana. Juntament amb el doctor Santos Fernández el primer laboratori bacteorològic de Cuba, essent també el primer a ensenyar bacteorologia a aquella illa. Fundador i director del Dispensari del seu nom, que fou una escola d'especialistes, fou, a més, president de la Comissió Nacional d'Higiene i professor de patologia de la Facultat de Medicina de l'Havana, de la qual també fou degà. Va ser vicepresident del Congrés Internacional de la Tuberculosi celebrat a Barcelona (Espanya) el 1910.
Pero abans, el 10 de març de 1909 havia fundat la Creu Roja Cubana; que va ser reconeguda pel decret presidencial 401 (de 1909) com a Societat de Socors Auxiliar del Poder Públic.